# گمینا سولیوو
گمینا سولیوو (به لهستانی:  Gmina Sulejów) یک گمینا در لهستان است که در شهرستان پیوترکوف واقع شده‌است. گمینا سولیوو ۱۸۹٫۴۵ کیلومتر مربع مساحت و ۱۵٬۵۸۱ نفر جمعیت دارد.